# Сенково (Мазовецьке воєводство)
Сенково (пол. Sękowo) — село в Польщі, у гміні Бельськ Плоцького повіту Мазовецького воєводства.
Населення — 186 осіб (2011).
У 1975-1998 роках село належало до Плоцького воєводства.

## Демографія
Демографічна структура станом на 31 березня 2011 року:
|          | Загалом | Допрацездатний вік | Працездатний вік | Постпрацездатний вік |
| -------- | ------- | ------------------ | ---------------- | -------------------- |
| Чоловіки | 94      | 18                 | 64               | 12                   |
| Жінки    | 92      | 16                 | 53               | 23                   |
| Разом    | 186     | 34                 | 117              | 35                   |